# Anotomastus gordiodes
Anotomastus gordiodes är en ringmaskart som först beskrevs av Moore 1909.  Anotomastus gordiodes ingår i släktet Anotomastus och familjen Capitellidae. Inga underarter finns listade i Catalogue of Life.